# Suzuki Toshiki
Toshiki Suzuki (sinh ngày 22 tháng 10 năm 1986) là một cầu thủ bóng đá người Nhật Bản.

## Sự nghiệp câu lạc bộ
Toshiki Suzuki đã từng chơi cho Yokohama FC.